# Мясников, Владимир Владимирович
Влади́мир Влади́мирович Мяснико́в (16 мая 1924, дер. Анкудиново, Владимирская губерния — 5 июля 2015, Москва) — советский офицер и военачальник химических войск МО СССР. Участник Великой Отечественной войны, Герой Советского Союза (31.05.1945).
Начальник Военной академии химической защиты имени Маршала Советского Союза С. К. Тимошенко (1972—1990), генерал-полковник технических войск (27.10.1977).

## Биография
Родился 16 мая 1924 года в деревне Анкудиново (ныне — в Петушинском районе Владимирской области) в крестьянской семье, русский. В возрасте 12 лет начал работать в колхозе «Заря» Петушинского района Владимирской области. Зимой 1941—1942 годов работал на строительстве оборонительных укреплений.
В июле 1942 года призван в Красную Армию. Поступил в Высший военный гидрометеорологический институт Красной Армии, в сентябре 1942 года был переведён в военное училище. В 1944 году окончил Краснознамённое Харьковское военное училище химической защиты.
С июня 1944 года в резерве офицерского состава 67-й армии 3-го Прибалтийского фронта. Участник Великой Отечественной войны с августа 1944 года. С августа 1944 года до Победы — командир огнемётного взвода 8-го отдельного огнемётного батальона. Участник Тартуской фронтовой наступательной операции и штурма города Тарту (август 1944), прорыва трёх мощных оборонительных рубежей на подступах к Риге и в штурме Риги (сентябрь—октябрь 1944). В марте 1945 года в составе батальона передан 5-й ударной армии 1-го Белорусского фронта, принимал участие в боях по расширению Кюстринского плацдарма на Одере.
Участник Берлинской наступательной операции и штурма Берлина. Специальный штурмовой отряд под его командованием сумел пробиться на левый берег реки Шпрее. Закрепившись, бойцы 15 часов отбивали атаки противника. В. Мясников был ранен, но продолжал сражаться. По подвалам и подъездам бойцам удалось выйти в тыл к немцам, и сжечь огнемётными выстрелами 5 домов, из которых противник вёл огонь. Применение огнемётов вызвало у немецких солдат панику. В результате гарнизон противника капитулировал и путь к центру Берлина был открыт..
За самоотверженные действия 31 мая 1945 года лейтенанту Мясникову Владимиру Владимировичу было присвоено звание Героя Советского Союза с вручением ордена Ленина и медали «Золотая Звезда».
Член ВКП(б) с 1947 года.
По завершении войны продолжил службу в химических войсках Советской Армии. С 1952 года — начальник химической службы стрелковой дивизии. В 1953 году окончил Военную академию химической защиты имени К. Е. Ворошилова. С конца 1953 года — офицер разведки Управления начальника химических войск Министерства обороны СССР. С апреля 1963 по август 1964 года — начальник химических войск гвардейской танковой армии в Группе советских войск в Германии, затем на учёбе. В 1966 году окончил Военную академию Генерального штаба Вооружённых сил СССР. С 1972 года — начальник Военной академии химической защиты имени Маршала Советского Союза С. К. Тимошенко. Являлся автором нескольких учебников о тактике химических войск и справочников по защите от оружия массового поражения.
С 1990 года в отставке.
Избирался депутатом Московского совета депутатов трудящихся нескольких созывов. Являлся председателем комиссии по увековечению памяти погибших защитников Отечества в Российском комитете ветеранов войны и военной службы.
Похоронен на Троекуровском кладбище в Москве.

## Награды

### Российская Федерация
- орден Почёта (4.05.2000, за многолетнюю плодотворную работу по социальной защите ветеранов, патриотическому воспитанию молодёжи и укреплению дружбы между народами[3]);
- орден Дружбы (1.04.1995, за многолетнюю плодотворную работу по патриотическому воспитанию молодёжи, социальной защите ветеранов и укреплению дружбы между народами)[4];
- медали.

### СССР
- Герой Советского Союза (31 мая 1945 года, медаль № 6996);
- орден Ленина (31 мая 1945 года);
- орден Отечественной войны I степени (11 марта 1985 года);
- орден «За службу Родине в Вооружённых Силах СССР» II степени;
- орден «За службу Родине в Вооружённых Силах СССР» III степени;
- медаль «За боевые заслуги»;
- медаль «За победу над Германией в Великой Отечественной войне 1941—1945 гг.»;
- медаль «За взятие Берлина»;
- медаль «За безупречную службу»;
- медаль «За укрепление боевого содружества»;
- медаль «Ветеран Вооружённых Сил СССР»;
- другие медали.

### Иностранные награды
- Ордена и медали различных государств.

## Сочинения
- Автор нескольких учебников о тактике химических войск и справочников по защите от оружия массового поражения.